# Олимов, Уктам Закирович
Уктам Закирович Олимов — советский хозяйственный, государственный и политический деятель.

## Биография
Родился в 1938 году в Самаркандской области. Член КПСС.
С 1959 года — на хозяйственной, общественной и политической работе. В 1959—1993 гг. — агроном, организатор сельскохозяйственного производства в Самаркандской области Узбекской ССР, заведующий отделом Самаркандского обкома КП Узбекистана, первый секретарь Акдарьинского райкома КП Узбекистана, секретарь Джизакского обкома КП Узбекистана, первый секретарь Дустликского райкома КП Узбекистана.
Избирался депутатом Верховного Совета Узбекской ССР 12-го созыва.
Жил в Узбекистане.

## Награды и звания
- орден Трудового Красного Знамени (27.12.1976, 26.02.1981)

## Сочинения
- Олимов, Уктам Закирович. Влияние однолетних предшественников на рост, развитие и урожайность хлопчатника на лугово-сероземных почвах Самаркандской области : диссертация … кандидата сельскохозяйственных наук : 06.00.00. — Самарканд, 1971. — 139 с. : ил.